# Nadace Milana Šimečky
Nadace Milana Šimečky (NMS) je nezisková organizace, jejímž cílem je iniciovat a podporovat aktivity na podporu rozvoje demokracie, kultury, humanity a občanské společnosti v duchu filozofického odkazu Milana Šimečky.
Zaměřuje se hlavně na informovanost a vzdělávání v oblasti demokracie zejména mladé generace. Podporuje vzdělávání, publikování, tréninky a poradenství, které napomáhají rozšiřovat demokratické hodnoty ve společnosti a uplatňují etické přístupy v politice. Nadace podporuje aktivity zaměřené na vzájemné porozumění a spolupráci mezi státy, národnostmi a etnickými skupinami.